# Conus antoniomonteiroi
Conus antoniomonteiroi é uma espécie de gastrópode do gênero Conus, pertencente à família Conidae.

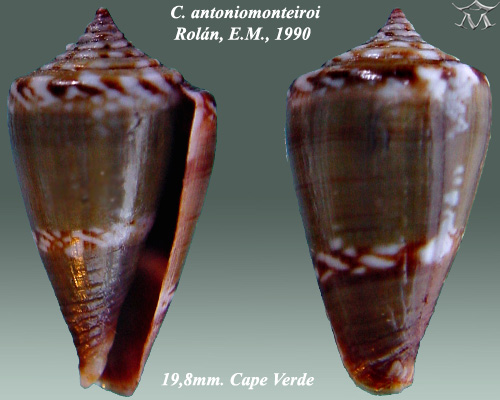